# Tallahassee Tennis Challenger 2014
Il Tallahassee Tennis Challenger 2014 è stato un torneo di tennis facente parte della categoria ATP Challenger Tour nell'ambito dell'ATP Challenger Tour 2014. È stata la 15ª edizione del torneo che si è giocato a Tallahassee in USA dal 28 aprile al 4 maggio 2014 su campi in terra verde e aveva un montepremi di $50,000.

## Partecipanti singolare

### Teste di serie
| Nazionalità | Giocatore      | Ranking | Testa di serie |
| ----------- | -------------- | ------- | -------------- |
| Stati Uniti | Donald Young   | 74      | 1              |
| Stati Uniti | Tim Smyczek    | 106     | 2              |
| Canada      | Peter Polansky | 137     | 3              |
| Canada      | Frank Dancevic | 139     | 4              |
| Stati Uniti | Alex Kuznetsov | 145     | 5              |
| Austria     | Gerald Melzer  | 148     | 6              |
| Regno Unito | James Ward     | 153     | 7              |
| Australia   | Nick Kyrgios   | 171     | 8              |

### Altri partecipanti
Giocatori che hanno ricevuto una wild card:
- Cristian Gonzalez Mendez
- Collin Altamirano
- Dennis Nevolo
- Jean-Yves Aubone

Giocatori che sono passati dalle qualificazioni:
- Ryan Agar
- Evan King
- Bjorn Fratangelo
- Mitchell Krueger

## Partecipanti doppio

### Teste di serie
| Nazionalità | Giocatore      | Nazionalità | Giocatore      | Ranking | Testa di serie |
| ----------- | -------------- | ----------- | -------------- | ------- | -------------- |
| Stati Uniti | Tim Smyczek    | Stati Uniti | Rhyne Williams | 391     | 1              |
| Regno Unito | David Rice     | Regno Unito | Sean Thornley  | 433     | 2              |
| Croazia     | Franko Škugor  | Croazia     | Antonio Veić   | 459     | 3              |
| Stati Uniti | Sekou Bangoura | Stati Uniti | Evan King      | 473     | 4              |

### Altri partecipanti
Coppie che hanno ricevuto una wild card:
- Benjamin Lock /  Marco Aurelio Nunez
- Collin Altamirano /  Alex Rybakov
- Bjorn Fratangelo /  Mitchell Krueger

Coppie che sono passate dalle qualificazioni:
- Philip Lang /  Gerald Melzer

## Vincitori

### Singolare
Robby Ginepri ha battuto in finale  Frank Dancevic con il punteggio di 6–3, 6–4

### Doppio
Ryan Agar /  Sebastian Bader hanno battuto in finale  Bjorn Fratangelo /  Mitchell Krueger con il punteggio di 6–4, 7–6(7–3)